# Tanel Padar
Tanel Padar, estonski pevec in evrovizijski zmagovalec; * 27. oktober 1980, Haljala, Estonija.
Tadel Panar je postal znan po zmagi na estonskem televizijskem glasbenem bienalu Kaks takti ette leta 1999, kjer tekmujejo mladi glasbeniki. Leta 2000 je pel spremni vokal ob Ines, ki je zastopala Estonijo na Evroviziji; v tem času je bil tudi njen zasebni partner.
Leta 2001 je nastopal v fantovski skupini 2XL ter s pevcem Davom Bentonom. Tanel in Dave sta s skupino 2XL leta 2001 tudi zastopala Estonijo na Pesmi Evrovizije in s pesmijo Everybody zmagala.
Padar nastopa v skupini The Sun in je v Estoniji zelo priljubljen. 
Tudi Tanelova sestra Gerli Padar je znana estonska pevka in je postala slavna že pred svojim bratom.